# قربط حبشي
قربط حبشي (الاسم العلمي:Filago abyssinica) هو نوع من النباتات يتبع جنس القربط من الفصيلة النجمية.